# Федорченко, Гавриил Фёдорович
Гавриил Фёдорович Федорченко (1909, Тургайская область — 24 декабря 1979, Актюбинск) — советский сельскохозяйственный деятель, председатель колхоза «Красный колос» Алгинского района Актюбинской области, Герой Социалистического Труда (1966).

## Биография
Родился в 1909 г. в с. Золотонош Темирского района (сейчас — аул Елек Мугалжарского района Актюбинской области Казахстана).
С 1932 г. — председатель колхоза.
Перед войной — управляющий сельхозотделом Пищепрома Ново-Кубанского района Краснодарского края.
Служил в РККА с 09.08.1941 по 03.09.1942, участник войны, лейтенант, командир роты 768 сп 138 сд. Комиссован после тяжёлого ранения, инвалид 2-й группы. По ходатайству бывшего командира части в августе 1945 г. награждён орденом Отечественной войны I степени.
С 1944 г. председатель колхоза в Ключевском (Алгинском) районе Актюбинской области. В 1946 г. возглавил укрупнённый колхоз «Красный колос» (центральная усадьба в с. Черноводск) и руководил им до 1973 года.
«Красный колос» потом укрупнялся ещё дважды, и площадь его с/х угодий составила 47242 га, в том числе 23694 га пашни. Основное направление специализации — производство зерна, дополнительная отрасль — молочное скотоводство (1000 коров). Годовой чистый доход в 1960-е гг. превышал миллион рублей.
Колхоз награждён орденом Трудового Красного Знамени (1967).
Герой Социалистического Труда (22.03.1966). Депутат ВС КазССР 7-го созыва.
С 1973 г. на пенсии. Умер в 1979 году.

## Сочинения
- Федорченко, Г. Механизированная ферма. (Молочно-товарная ферма колхоза «Красный колос». Ключев. район Актюб. обл.) Сельское хозяйство Казахстана, 1954, No 6
- Федорченко, Г. Ф. Сила коллективного труда и технического прогресса. (Опыт колхоза «Красный колос» Алгин. района). Алма-Ата, «Кайнар», 1969. 12 с.